# Pyratula takkae
Pyratula takkae är en tvåvingeart som beskrevs av Chandler och Blasco-zumeta 2001. Pyratula takkae ingår i släktet Pyratula och familjen platthornsmyggor.
Artens utbredningsområde är Grekland. Inga underarter finns listade i Catalogue of Life.